# Кобельков, Николай Васильевич
Николай Васильевич Кобельков (22 июля 1851, Вознесенск под Троицком, Оренбургская губерния — 19 января 1933, Вена) — цирковой артист, владелец луна-парка в Пратере.

## Биография
Самый младший, семнадцатый ребёнок в семье градоначальника города Вознесенск Василия Кобелькова. Родился без ног и рук. В возрасте двух лет научился ходить, позднее — писать короткой (до 20 сантиметров) культёй правой руки. Некоторое время работал счетоводом на приисках отца в Старобалбукове.

## Трудовая деятельность
К 18 годам он получил образование и даже стал служить писарем.
Имел дружелюбный характер и силу воли.
В 1870 году Николай познакомился с известным в то время антрепренёром Бергом, который пригласил его в Санкт-Петербург работать в столичном паноптикуме. В Петербурге Николай покорил публику своими номерами, он легко проводил нитку в иголку, заряжал пистолет патронами и стрелял в пламя свечи, попадая прямо в цель с одного раза. Уже через год он отправился в большое европейское турне. Его популярность была настолько велика, что Николая даже представили императору.
С 10 августа 1871 выступал в России и Европе.

## Личная жизнь
В 1876 году во время гастролей он познакомился с Анной Вилферт, влюбился и женился на ней. Анна подарила Николаю 11 детей (6 из которых выжило).
В Вене Кобельков выкупает участок земли в парке Пратер и устанавливает там аттракционы, где работает сам, его жена и дети, потом там продолжали работать и внуки Николая.
В 1912 году во время гастролей Анна умерла. Это был сильный удар для Николая, который боготворил свою жену. После смерти Анны Николай прекратил свою деятельность и начал уединенно жить среди своих близких.

## Интересные факты
- Был владельцем нескольких аттракционов в парке Пратер, которые впоследствии перешли потомкам.
- Снялся в полутораминутном фильме «Kobelkoff» (1900, IMDB Архивная копия от 10 февраля 2017 на Wayback Machine, YouTube Архивная копия от 17 апреля 2016 на Wayback Machine).
- Имеет почётную посвящённую могилу на Центральном кладбище Вены.